# 水野伽奈子
水野 伽奈子（みずの かなこ、2月2日 - ）は、日本の女優、振付師、ダンサーである。
女優、振付師、ダンサーとして、舞台、ミュージカル、コンサート、 ライブ・テレビ番組・MV・CM等、多方面でマルチに活動中。コメディからシリアスな役柄までこなし、振付に関してはアクティングの要素を含めたドラマティックな作風と、大人数を使った空間的表現に定評がある。特技はSAX演奏、ジャグリングのポイ、ファイヤーパフォーマンス。
身長159cm。血液型O型。愛称は「カナ」「かなやん」「ミズカナ」兵庫県神戸市出身。大阪音楽大学声楽科卒業。

## 来歴・人物
一人っ子で両親と3人家族。何をしても落ち着きがなく、両親はもとより親族一同の手をこまねくほどやんちゃな幼少期を過ごす。ところが5歳の夏、母親の知り合いから譲り受けた劇団四季のファミリーミュージカルを観劇した折、微動だにせずじっと舞台を見つめて母親を驚愕させる。　観劇直後に「わたし、これやる」と宣言する。
2歳から水泳を習い始め小学6年から競泳の強化選手に選ばれ、ジュニアオリンピックや数々の試合に出場するも、目指したい道が見つかったと中学2年の時に周囲の反対を押し切りあっさりと競泳のチームを辞めてしまう。
天真爛漫で明るく、やりたい事への時間は惜しまない。これと決めたらブレずにやり抜くところがあり、飽きるということがまずない性格。当時憧れていた劇団四季の俳優陣が音大出身者が多かったことから大阪音楽大学受験を目指す。3歳から続けていたピアノではなくミュージカルのために声楽専攻で受験した。自ら図書館で音楽大学の講師名簿を探しいきなり電話で弟子入りを願いでる。大阪音楽大学教授の山村弘に高校一年から大学卒業まで師事。時を同じくして貞松浜田バレエ学園に通い出す。大阪市内のダンススタジオでダンスレッスンに励むがその時の恩師で元OSK日本歌劇団の神代千穂の勧めで東宝芸能オーディションを受験、見事合格する。事務所に入ったもののなかなか仕事はなく、地元神戸でアルバイトを重ね、夜行バスで片道8時間以上かけて上京し、オーディションやレッスンのために行き来する生活を約2年間続ける。先に上京してしまうと生活に追われてレッスンどころではなくなるということと、両親に上京するとはなかなか言い出せなかったことがこの2年間を生み出した。
とにかく踊ることが好きで、寝ても覚めてもレッスン漬けの毎日を送る。切れ味鋭くパワフルなダンスは、小野大輔率いるチームD（小野大輔ダンサー）や茅原実里率いるCMD(茅原実里ダンサー)で披露している。
ダンスは13歳よりジャズダンス、クラシックバレエ、ヒップホップ、タップダンス、等のレッスンを始める。東京に上京にしてからの恩師はTETSUHARU、川崎悦子、松田尚子。渋谷区恵比寿のビートニックスタジオにてレッスンに励む。本人曰く「一生のHOME」とのこと。
2005年に行われた愛・地球博瀬戸日本館で行われた日本政府出展事業、群読叙事詩劇「一粒の種」に2000人以上の応募者の中からオーディションで選出され見事「少女」役に抜てきされる。万博開催期間、半年で4000ステージ以上をつとめあげた。
当時の事務所からディズニーでのダンサーを勧められるが頑なに断りアーティストのバックダンサー、舞台、MVやCMにこだわり数多く出演。　　　　　　　
2009年恩師川崎悦子の勧めで劇団⭐︎新感線「蜉蝣峠」（ いのうえひでのり 作演出 赤坂ACTシアター、梅田芸術劇場）に出演する。
芝居を、一つの作品をじっくり作ってみたいという事から2011年劇団鹿殺しのキャストオーディションに参加し見事合格し「電車は血で走る」（丸尾丸一郎作・菜月チョビ演出  東京芸術劇場シアターウエスト）に出演。公演後そのまま劇団員となり退団までの全ての作品に出演、劇中の振付も行う。
芝居も子供の頃から好きで、初めて観たのは図書館のビデオコーナーにあった野田秀樹主宰の劇団夢の遊民社の「半神」（原作は萩尾望都）である。セリフ回しが独特で一度で理解できず毎日放課後に図書館に出向き同じ作品ばかり何百回も観て覚えてしまう。主演を務めていた円城寺あやに強い憧れを抱き、いつか自分もこんな風に芝居をすると心に誓う。その後上京し2013年に燐光群｢カウラの班長会議」（坂手洋二作・演出、創立30周年記念、下北沢ザ・スズナリ）に出演した際に円城寺あやと共演を果たす。その後2015年にも 燐光群現代能楽集「クイズ・ショウ」（坂手洋二作・演出、下北沢ザ・スズナリ）で再び共演する。
2013年には、サザンオールスターズ の復活ライブである 約35万人にも及ぶ観客を動員した大規模野外スタジアムツアーWOWOW presents サザンオールスターズ SUPER SUMMER LIVE 2013「灼熱のマンピー!! G★スポット解禁!!」 にバックアップダンサーとして出演、ツアーに参加する。

## 出演

### LIVE
- クレイジーケンバンド LIVE TOUR2010「MINT CONDISTON 」（2010年10月@中野サンプラザ）
- クレイジーケンバンドLIVETOUR2011「NAKAYOSHI TOUR」（2011年11月@中野サンプラザ）
- サザンオールスターズ復活LIVEツアー「灼熱のマンP!!G★スポット解禁!!」（2013年8月10日-9月22日@横浜国際総合競技場（日産スタジアム）、神戸総合運動公園ユニバー記念競技場、茅ヶ崎公園野球場、豊田スタジアム、宮城スタジアム）
- 小野大輔LIVE「おれパラ」※振付師として参加　　　（2013年12月8日-9日@神戸ワールド記念ホール、2013年12月21日-22日@両国国技館）
- 茅原実里LIVEツアー「NEO FANTASIA」（2014年5月4日@グランキューブ大阪メインホール、2014年5月11日@パシフィコ横浜国立大ホール）
- ウルフルズLIVE 「復活のヤッサ!」（ 2014年8月30日@大阪・万博公園もみじ川芝生広場）
- 小野大輔LIVE「おれパラ」（2014年12月8日-9日@神戸ワールド記念ホール、2014年12月20日-21日@両国国技館）
- 小野大輔LIVE「おれパラ」（2015年12 月12日-13日@神戸ワールド記念ホール、2015年12 月19日-20日@両国国技館）
- angela LIVE『ミュージックワンダー大サーカス』in 東京国際フォーラム（2015年12月29日）
- 小野大輔LIVE 「Unlimited Door 」in 日本武道館（ 2016年1月16日-17日）
- 『マクロスΔ』戦術音楽ユニットワルキューレLIVE in Zepp Walkure Attack! （ 2016年8月14日Zeppなんば大阪、2016年8月21日Zepp名古屋、2016年9月10日Zeppダイバーシティ東京 ）

### 舞台
- * 愛・地球博 日本政府出展事業群読叙事詩劇「一粒の種」作演:JAシーザー/プロデューサー：北村明子（シスカンパニー）（  2005年3月25日 – 2005年9月25日@瀬戸日本館）
- 劇団★新感線「蜉蝣峠」いのうえひでのり演出 宮藤官九郎作（ 【東京公演】赤坂ACTシアター2009年3月13日-4月12日、【大阪公演】梅田芸術劇場メインホール2009年4月21日-5月7日）
- 劇団鹿殺し 十周年記念ロングラン公演 「電車は血で走る」（ 2010年6月18日-7月4日@東京芸術劇場シアターウエスト）
- 劇団鹿殺し「僕を愛ちて。」（ 2011年1月15日-23日@本多劇場）
- 劇団鹿殺し「岸家の夏」（ 【東京公演】2011年7月28日-8月7日@青山円形劇場【大阪公演】2011年8月19日-21日@ABCホール）
- 劇団鹿殺し「青春漂流記」（【東京公演】2012年1月19日-29日@紀伊國屋ホール【大阪公演】2012年2月10日-12日@ABCホール）
- 劇団鹿殺しロックオペラ「田舎の侍」（ 【大阪公演】2012年9月27日-30日@梅田 HEP HALL【東京公演】 2012年10月4日-21日@下北沢駅前劇場）
- 「ソラオの世界」作:西田シャトナー 演:なるせゆうせい（ 2013年2月9日-17日@東京芸術劇場シアターウエスト）
- 燐光群「カウラの班長会議」 作演:坂手洋二 （ 2013年3月8日-24日@下北沢ザ･スズナリ
- 燐光群「クイズ ショウ」 作演:坂手洋二（2015年3月20日-31日@下北沢ザ・スズナリ）
- 大石めぐみ組「 港のヨーコ、或いはメリー」（2015年8月14日@吉祥寺スターパインズカフェ）※ダンスパフォーマンス
- OLヴィーナスはちみつシアター「バーキンバーキン」演：氏家康介（ 2015年12月4日-5日@吉祥寺スターパインズカフェ）
- OLヴィーナスはちみつシアター「地獄≡リボン .snpクリスマスだった…」演：氏家康介（ 2016年12月2日-3日@吉祥寺スターパインズカフェ）
- 劇団山本屋 「午前5時47分の時計台」  作演:山本タク（ 【神戸公演】2017年5月16日-17日@神戸ポートピアホテル ポートピアホール、 2017年5月19日-21日@神戸新聞 松方ホール【東京公演】 2017年6月2日-4日@IMAホール）
- 大石めぐみ組「楽屋は踊る」（2018年5月1日@吉祥寺スターパインズカフェ）※ダンスパフォーマンス
- ミュージカル座「マリオネット」グレースオマリー役 演:中本よしなり（2018年5月22 日-28日@六行会ホール）
- OLヴィーナスはちみつシアター「 パラドーション 0 ～未来はあなたを誇ってる 」演：氏家康介（ 2018年8月25日-26日@吉祥寺スターパインズカフェ）
- OLヴィーナスはちみつシアター「 月光ロックはちみつスターズバトル！！〜派遣の息の根止めてやる！」演：氏家康介（ 2018年12月7日-8日@吉祥寺スターパインズカフェ）
- OLヴィーナスはちみつシアター「 ライブ83 SHOW CASE vol.1 」演：氏家康介（ 2019年9月27日-28日@吉祥寺スターパインズカフェ）
- OLヴィーナスはちみつシアター「 月光ロックはちみつスターズ ザ・ラストバトル？ 月と星と友情と私達の揺るぎない決意。女は強く美しく、これが最後のおしおきよ!!愛と正義のために戦士達よ果てしなく...生きて、散れっ!!」 」演：氏家康介（ 2019年12月6日-7日@吉祥寺スターパインズカフェ）
- 劇団山本屋 「風を切れ」作演:山本タク（ 2019年6月26日-7月3日@ラゾーナ川崎プラザソル）
- FREE（s）プロデュース「メッキの王子とオタクの姫たち」演:下出丞一（ 2019年7月17 日-21日@中目黒ウッディシアター）
- FREE（s）プロデュース「W-Letter」演:下出丞一（ 2019年9月18日-22日@恵比寿エコー劇場）
- ベニバラ兎団「追憶ーsunset loop」 脚本:川尻恵太/白鳥雄介 / 演出・プロデュース:IZAMANIAX〈ベニバラ兎団〉（2019年12.25日-29日@中目黒キンケロシアター）
- ミュージカルギルドq「 Last Shangri-La」作演： 田中広喜（ 2020年2月20日 -3月1日@東京芸術劇場シアターウエスト）
- ベニバラ兎団「アイとアイザワ」原作: かっぴー/ 漫画: うめ/ 演出・プロデュース:IZAMANIAX〈ベニバラ兎団〉（ 2020年 7月4日-12日@池袋シアターグリーン BIG TREE THEATER）
- 劇団山本屋20周年記念公演「ハイイロノクロ」作演:山本タク（ 2020年07月22日 -28日 @東京芸術劇場シアターウエスト）※公演中止

### MV
- Skoop On Somebody「December」（2004年）
- Mr.Children「箒星」（2007年）
- 電撃チョモランマ隊3rdDVD「danceclimb」[立太郎&伽奈子のロッキン入門講座］（2007年）
- 20th Century「キミじゃなきゃボクじゃなきゃ」（2008年）
- ORANGE RANGE「おしゃれ番長 feat.ソイソース（2009年）
- V6「Swing!」（2010年）
- コブクロ 「blue bird」（2012年）
- AKB48パチスロ「君が思ってるより」（2012年）
- AKB48パチスロ「重力シンパシー」（2012年）
- 茅原実里「TREASURE WORLD」（2013年）
- JUJU「Hot Stuff」（2014年）
- UQiYO 「ship's feat.元ちとせ  」（2016年）
- 小野大輔「missionD」（2014年）
- 氣志團「 ウィーキャン!」（2016年）
- 小野大輔「ヒーロー」（2018年）

### CM
- スカパー「選べる12チャンネル」（2000年）
- 三菱地所「DAY GAME」編（2003年）
- JT缶コーヒー「ルーツ」（2004年）
- ハウス食品「とんがりコーン」（2008年）
- Softbank「smap編」（2009年）
- VAIO先輩　WEBCM（2009年）
- すぐ婚naviハナユメ（2016年）
- ダイハツ「ブーン」（2017年）
- サッポロ「ホワイトベルグ」（2018年）
- 世田谷自然食品「SEAC」（2019年）
- カネマン「イメージダンス篇」（2019年）

### TV
- フジテレビ「氣志團 氣志團」（2004年）
- フジテレビ「FNS歌謡祭」マツケンダンサー（2004年）
- TBS「輝く！日本レコード大賞」マツケンダンサー（2004年）
- NHK「紅白歌合戦」マツケンダンサー（2004年）
- NHK「思い出のメロディー」オープニングダンサー(2006年)
- TV朝日「轟轟戦隊ボウケンジャー」（2006年）
- TBS「花より男子2」（2007年）
- NHK「紅白歌合戦」布施明バックダンサー（2007年年）
- フジテレビ「HEY!HEY!HEY!music champ」20th Centuryバックダンサー（2008年）
- テレビ朝日「MUSIC STASION」20th Centuryバックダンサー（2008年）
- 日本テレビ「ベストヒットアーティスト」サザンオ-ルスタ-ズ  バックダンサー （2008年）
- NHK「紅白歌合戦」中村美津子バックダンサー（2008年）
- NHK「紅白歌合戦」中村美津子バックダンサー（2009年）
- NHK「紅白歌合戦」中村美津子バックダンサー（2010年）

### 振付・指導
- AKB48 「フライングゲット」（2012年）
- CRぱちんこAKB48（2012年）
- 小野大輔「おれパラ」（2013年）
- AKB48 横山チームA「ただいま恋愛中」公演（2013年）
- JKT48 チームJ「誰かのために」公演（2014年）
- 乃木坂46「今話したい誰かがいる」（2015年）
- 乃木坂46「嫉妬の権利」（2015年）
- アイドルオーケストラRY's「ラムネ・フォトグラフ」（2017年）
- アイドルオーケストラRY's「自分エール。」（2017年）
- 甘党男子「クレープ」（2017年）
- 甘党男子「パイナポー」（2017年）
- 甘党男子「かき氷」（2017年）
- 甘党男子「甘党祭」（2017年）
- 甘党男子「きのたけ」（2018年）
- 甘党男子「ガトーショコラ」（2018年）
- 甘党男子「おしるこ」（2018年）
- 甘党男子「 Dependence」（2018年）
- はにかみライバー「走れ全力坂」（2018年）
- はにかみライバー「はにかみ行進曲」（2018年）
- はにかみライバー「愛have a dream」（2018年）
- 踊るバイオリニストRiO「weekend」（2018年）
- 踊るバイオリニストRiO「 Monochrome Ruins」（2018年）
- 踊るバイオリニストRiO 「One Podium」（2018年）
- 踊るバイオリニストRiO「Across the field」（2019年）
- 踊るバイオリニストRiO 「Enchanting Melody」（2019年）
- 踊るバイオリニストRiO 「Mery Mery X'mas」（2019年）
- 踊るバイオリニストRiO 「朝焼けに帆をあげて」（2020年）
- OLヴィーナスはちみつシアター「地獄≡リボン .snpクリスマスだった…」演：氏家康介（ 2016年12月2日-3日@吉祥寺スターパインズカフェ）
- OLヴィーナスはちみつシアター「 パラドーション 0 ～未来はあなたを誇ってる 」演：氏家康介（ 2018年8月25日-26日@吉祥寺スターパインズカフェ）
- OLヴィーナスはちみつシアター「 月光ロックはちみつスターズバトル！！〜派遣の息の根止めてやる！」演：氏家康介（ 2018年12月7日-8日@吉祥寺スターパインズカフェ）
- OLヴィーナスはちみつシアター「 ライブ83 SHOW CASE vol.1 」演：氏家康介（ 2019年9月27日-28日@吉祥寺スターパインズカフェ）
- OLヴィーナスはちみつシアター「 月光ロックはちみつスターズ ザ・ラストバトル？ 月と星と友情と私達の揺るぎない決意。女は強く美しく、これが最後のおしおきよ!!愛と正義のために戦士達よ果てしなく...生きて、散れっ!!」 」演：氏家康介（ 2019年12月6日-7日@吉祥寺スターパインズカフェ）
- 韓日文化交流会議 in 韓国（2016年）
- 企業パーティ（2017年@八芳園）
- 企業パーティ（2018年@八芳園）
- 企業パーティ（2019年@八芳園）